# Гетто в Березино (Минская область)
Ге́тто в Березино́ (лето 1941 — июль 1942) — еврейское гетто, место принудительного переселения евреев города Березино Березинского района Минской области в процессе преследования и уничтожения евреев во время оккупации территории Белоруссии войсками нацистской Германии в период Второй мировой войны.

## Оккупация города и создание гетто
В Березино в 1939 году проживало 1536 евреев из общего числа 4830 жителей. Перед самой войной в городе находились около 1750 евреев. Город был захвачен немецкими войсками 3 июля 1941 года и находился под оккупацией 3 года — до 3 июля 1944 года.
Немецкие оккупанты, осуществляя гитлеровскую программу уничтожения евреев, согнали березинских евреев в гетто, организованное на улице Интернациональной. В историографию Березинское гетто так и вошло под названием «Гетто на Интернациональной».

## Уничтожение гетто
Немцы очень серьёзно относились к возможности еврейского сопротивления, и поэтому в первую очередь убивали в гетто или ещё до его создания евреев-мужчин в возрасте от 15 до 50 лет — несмотря на экономическую нецелесообразность, так как это были самые трудоспособные узники. По этой причине в августе 1941 года нацисты и полицаи расстреляли 250 евреев — в основном, молодых мужчин.
31 января — 1 февраля 1942 года (25-28 декабря 1941 года) 962 узника (940, около 1000) Березинского гетто, в том числе стариков и детей, привели к яме размерами 22х15х2 метров в конце улицы Интернациональной и убивали ударом палки по голове, многих закопали живыми. Для помощи убийцам накануне «акции» (таким эвфемизмом гитлеровцы называли организованные ими массовые убийства) в город прибыла зондеркоманда и 12-й батальон литовской полицейско-вспомогательной службы под командованием Антанаса Импулявичюса.
Также в начале 1942 года 250 (200) евреев были убиты между деревнями Новоселки и Погост около нынешней трассы Минск-Могилёв, и захоронены в братской могиле размерами 10х8х2 метров.
В июле 1942 года в Березино было осуществлено ещё одно массовое убийство евреев (около 1000 человек) и гетто было окончательно ликвидировано.
Братские могилы после освобождения района были обследованы районной комиссией ЧГК.

## Случаи спасения
Немногим евреям во время «акций» удалось спрятаться на чердаках, в подвалах и в «малинах» (заранее сооружённых тайниках). Большинство из них после побега присоединились к партизанам.
Трое жителей Березино были удостоены почетного звания «Праведник народов мира» от израильского мемориального института «Яд ва-Шем» «в знак глубочайшей признательности за помощь, оказанную еврейскому народу в годы Второй мировой войны». Это Косоковские Владимир, Варвара и Александр — за спасение Зинаиды Краснер.

## Увековечивание памяти
Всего с июля 1941 года до июля 1942 года в Березинском гетто были замучены и убиты, по разным источникам, от 1000 до 3000 евреев из Березино и ближайших деревень.
На месте расстрела 940 и 250 березинских евреев, погибших в годы Катастрофы, были установлены памятники «жертвам фашистов» без упоминания национальности жертв.
По воспоминаниям одного из спасшихся узников, посетившего через много лет Березино: «На месте еврейского гетто на улице Интернациональной всё застроено, заасфальтировано. Какие-то старенькие люди, долгожители показали предположительно, где были два рва, в которых фашисты убили евреев. Тётя Маня купила цветы и разбросала их на асфальте. Прохожие смотрели на неё, как на сумасшедшую».
Опубликованы неполные списки убитых в Березино евреев.